# The Electric Kool-Aid Acid Test
The Electric Kool-Aid Acid Test é um livro de não ficção de 1968 de Tom Wolfe. O livro é um exemplo popular do estilo literário do New Journalism. Ele apresenta um relato em primeira mão das experiências de Ken Kesey e de um grupo de entusiastas psicodélicos conhecidos como Merry Pranksters, que viajaram pelos Estados Unidos em um ônibus escolar colorido que chamaram de Furthur. Kesey e os Pranksters ficaram famosos pelo uso de drogas psicodélicas (como o LSD) para alcançar a expansão de sua consciência. O livro narra os Acid Tests (festas com Kool-Aid misturados com LSD) e encontros com figuras notáveis da época (Hells Angels, Grateful Dead, Allen Ginsberg), e descreve o exílio de Kesey no México e suas prisões.

## Significado cultural e recepção
The Electric Kool-Aid Acid Test foi descrito como fiel e "essencial" para retratar as raízes e o crescimento do movimento hippie.
O estilo literário do New Journalism parece ter despertado fascínio ou incredulidade em seu público. Embora The Electric Kool-Aid Acid Test não fosse o padrão original para o movimento, é o trabalho desse gênero mais citado. As descrições e relatos de Wolfe sobre as aventuras de Kesey e seu grupo influenciaram a percepção cultural das figuras e eventos do livro. O estilo de Wolfe é particularmente característico do New Journalism, pois convida o leitor a ver o trabalho como ficção e não como reportagem.
O livro recebeu modesta aclamação literária, em particular pela narrativa clara que Wolfe manteve em meio ao ambiente indulgente e muitas vezes embriagado retratado. Apesar da imersão de Wolfe no "movimento" de Kesey e da defesa da ideologia de Kesey e dos Pranksters, ele faz retratos sóbrios de suas experiências como sendo desencadeadas tanto pela paranoia quanto pelas viagens com ácido que se tornaram o motivo cultural do grupo. Wolfe narra a vida cotidiana dos Pranksters e inúmeras experiências psicodélicas e sua abstinência diferencia de forma útil seu ponto de vista. Wolfe se esforça para retratar os Pranksters e Kesey em seu ambiente e como ele acredita que eles próprios gostariam de ser vistos.
Embora alguns vissem o New Journalism como o futuro da literatura, o conceito não estava isento de críticas. Muitos desafiaram a credibilidade do estilo e houve muitas dúvidas e críticas sobre se os relatos eram verdadeiros. No entanto, Wolfe desafiou tais afirmações e observa que em livros como The Electric Kool-Aid Acid Test, ele era quase invisível ao longo da narrativa. Ele argumenta que produziu um relato desinibido dos eventos que testemunhou. Enquanto os proponentes da ficção e da não-ficção ortodoxa continuavam a questionar a validade do New Journalism, Wolfe manteve a disciplina crescente. Wolfe pensava que esse método de escrita transformava os assuntos dos jornais e artigos em pessoas com quem o público pudesse se relacionar e simpatizar.
O The New York Times considerou o livro uma das grandes obras de seu tempo, e um escritor o descreveu não apenas como um grande livro sobre hippies, mas como o "livro essencial". A revisão continuou a explorar os impactos dramáticos da narrativa de Wolfe da história de Kesey. O livro de Wolfe expôs normas da contracultura que logo se espalhariam por todo o país. A crítica observa que, embora Kesey tenha recebido elogios por seu esforço literário One Flew Over the Cuckoo's Nest, ele não era, na maior parte, um ícone visível. Seus experimentos e uso de drogas eram conhecidos em pequenos círculos, como os Pranksters. Os relatos de Wolfe sobre Kesey e os Pranksters trouxeram suas ideologias e o uso de drogas para a discussão principal. Uma crítica separada sustentou que o livro de Wolfe foi tão vital para o movimento hippie quanto o livro de Norman Mailer de 1968, The Armies of the Night, foi para o movimento anti-Vietnã.
Além dos elogios que The Electric Kool-Aid Acid Test recebeu de alguns veículos, o livro recebeu críticas por suas representações estilísticas da contracultura e do uso de drogas. Uma resenha no The Harvard Crimson identificou os efeitos do livro, mas o fez sem elogiar. A crítica, escrita por Jay Cantor, que também ganhou destaque literário, fornece uma descrição mais moderada de Kesey e seus Pranksters. Cantor desafia a representação messiânica de Kesey feita por Wolfe, concluindo que "No final, as vestes semelhantes às de Cristo que Wolfe fez para Kesey são grandes demais. Ficamos com outro ácido e um bando de crianças excêntricas que fizeram algumas coisas malucas." Cantor explica como um juiz ofereceu a Kesey a oportunidade de falar às massas e coibir o uso de LSD. Kesey, que Wolfe idolatra por ter iniciado o movimento, fica impotente na oportunidade de alterar o movimento. Cantor também critica os elogios de Wolfe ao abuso desenfreado de LSD. Cantor admite o impacto de Kesey neste cenário, afirmando que a droga já estava de fato difundida em 1969, quando escreveu suas críticas. Ele questiona a glorificação de tal uso de drogas, entretanto, desafiando os atributos éticos da dependência de tal droga, e ainda afirma que "o LSD não faz acepção de pessoas, de individualidade".